# Lake Havasu City
Lake Havasu City er en by, der ligger i Mohave County, i delstaten Arizona, USA, tæt ved Colorado River vest for byen Kingman.
34°29′24″N 114°18′32″V / 34.49000°N 114.30889°V
Lake Havasu City er et populært turiststed, som ligger på Colorado-floden og i nærheden af Parker-dæmningen, som forbinder Arizona og Californien og danner en flot sø med mulighed at dyrke forskellige sportsgrene.
Kædesavgiganten Robert P. McGulloch startede det planlagte samfund i 1963 for sine ansatte i den ensomme del af Arizona-ørknen, som blev kaldt Site 6 – et hvilested efter den 2. verdenskrig, og en landingsbane, hvor pilotelever kunne øve. Mere end 23.000 mennesker kalder nu dette område for deres hjem, hvor fiskeri og sejlture er mulige året rundt.
Californiens kædesavsgigant Robert McGulloch flyttede sin fabrik til Lake Havasu i 1964. Ifølge den lokale legende sad Robert McGulloch og hans partner C.V. Wood Jr. en aften i 1968 foran fjernsynet, da speakeren Johny Carson sagde at den legendariske London Bridge var til salg. McGulloch drejede sig mod Wood og sagde:- "Lad os købe den", og de gjorde det for 2.400.000 dollars. Den historiske bro på over 33.000 tons blev skilt, hver sten forsynet med nummer, afskibet til Arizona-ørknen, og samlet igen over det nye løb af Lake Havasu. Broen blev byens attraktion og det andetstørste turisttrækplaster i Arizona efter Grand Canyon. McGulloch døde i 1977 og 10 år senere blev hans kædesavefabrik, som beskæftigede 1.800 mennesker, flyttet til Tucson. Uden turisme ville Lake Havasu City være forsvundet som sandkorn i Mojave ørknen. McGullochs impulsive køb af London Bridge blev byens redning efter at fabrikken blev flyttet.